# Ludwig Borckenhagen
Ludwig Borckenhagen (* 15. Juli 1850 in Minden; † 17. Juni 1917 in Berlin) war ein deutscher Marineoffizier, zuletzt Admiral.

## Leben
Beförderungen
- 15. Juli 1869 Seekadett (Marine des Norddeutschen Bundes)
- 16. November 1872 Unterleutnant (Kaiserliche Marine)
- 14. Dezember 1875 Leutnant
- 16. April 1881 Kapitänleutnant
- 20. April 1889 Korvettenkapitän
- 1. April 1895 Kapitän zur See
- 18. September 1902 Konteradmiral
- 27. Januar 1907 Vizeadmiral
- 9. November 1909 Admiral (charakt.)

Borckenhagen trat am 26. April 1868 als Kadett in die Norddeutsche Bundesmarine ein und fuhr auf den Segelfregatten Gefion und Niobe, der Panzerfregatte König Wilhelm und der Gedeckten Korvette Elisabeth zur See. In der Kaiserlichen Marine kam er 1871 erst zur Stammdivision der Ostseeflotte und auf das Artillerieschulschiff Renown, dann im Oktober zur einjährigen Ausbildung an die Marineschule Kiel.
Ab dem 13. September 1872 war er sieben Monate Kompanie-Offizier in der I. Matrosen-Division. Nach fünf Monaten auf dem Artillerieschulschiff Renown kam er im Oktober 1873 für gut zwei Jahre als Wachoffizier auf die Arcona. 1876 war er Kompanie-Offizier in der II. Matrosen-Division und Wachoffizier auf der Renown.
Am 27. Oktober 1876 wurde er Erster Offizier auf dem Aviso Loreley. 1877 war er sieben Monate Wachoffizier auf der Brigg Rover. Nach fünf Monaten als Abteilungsoffizier der Schiffsjungenabteilung wurde er am 21. April 1878 als Wachoffizier auf die Glattdeckkorvette Nymphe versetzt. Am 21. November 1879 wurde er Assistent der Artillerieprüfungskommission und zugleich Detachementsführer in Berlin. Im Sommer 1881 war er Abteilungsoffizier und stellvertretender Abteilungsführer der II. Matrosen-Division und Kompanie-Offizier der II. Werftdivision.
Unterbrochen von Bordkommandos auf den Panzerfregatten Kronprinz und Friedrich Carl absolvierte er zwischen 1881 und 1884 die drei Lehrgänge (Coetus I-III) an der Marineakademie Kiel.
Nach fünf Monaten als Wachoffizier auf dem Panzerschiff Württemberg, zwei Wochen als Kommandant für Probefahrten auf dem Aviso Pfeil und zehn Tagen als Erster Offizier auf dem Panzerschiff Preußen wurde er am 19. Januar 1885 Kommandant des Kanonenboots Habicht. Am 23. November 1886 kam er als Navigationsoffizier auf das Schulschiff Luise. Im März 1887 wurde er für ein Jahr als Erster Offizier auf das Artillerieschulschiff Mars kommandiert. Nach einem weiteren Jahr als Kompanieführer der II. Matrosen-Artillerie-Abteilung kurzfristig im Reichsmarineamt, wurde er 1891/92 Kommandant von Pfeil und Wacht.
Anschließend kam er als Direktionsoffizier für zwei Jahre an die Marineakademie und -schule (Kiel), unterbrochen von sechs Wochen als Kommandant auf Blitz. Am 1. Oktober 1894 wurde er Kommandant des Kreuzers Prinzeß Wilhelm.
Seit dem 24. April 1895 diente er als Dezernent für Personalien im Oberkommando der Marine, im Sommer 1898 zugleich für einen Monat als Kommandant des Torpedoschulschiffs Blücher. Am 1. Oktober 1898 wechselte er als Kommandant auf das Linienschiff Wörth, das bei der Niederschlagung des Boxeraufstandes helfen sollte, aber nicht zum Einsatz kam. Nach der zweimonatigen Heimreise aus Ostasien kam er zum Stab des I. Geschwaders und wurde Chef des Stabes, dann 2. Admiral des Geschwaders.
Nach einem halben Jahr als Befehlshaber der Aufklärungsschiffe der Hochseeflotte wurde Borckenhagen am 22. September 1903 Direktor der Marineakademie. Dreieinhalb Jahre später wurde er am 30. März 1907 Inspekteur des Bildungswesens der Marine. Am 9. November 1909 unter Verleihung des Charakters als Admiral zur Disposition gestellt, wurde er mit Beginn des Ersten Weltkriegs reaktiviert. Er diente bis zu seinem Tod am 17. Juni 1917 als Reichskommissar am Oberprisengericht in Berlin.